# Pectiniseta australis
Pectiniseta australis är en tvåvingeart som först beskrevs av Malloch 1923.  Pectiniseta australis ingår i släktet Pectiniseta och familjen husflugor. Inga underarter finns listade i Catalogue of Life.